# Egenus gracillimus
Egenus gracillimus är en insektsart som beskrevs av Delong och Rauno E. Linnavuori 1978. Egenus gracillimus ingår i släktet Egenus och familjen dvärgstritar. Inga underarter finns listade i Catalogue of Life.